# Špela Čadež

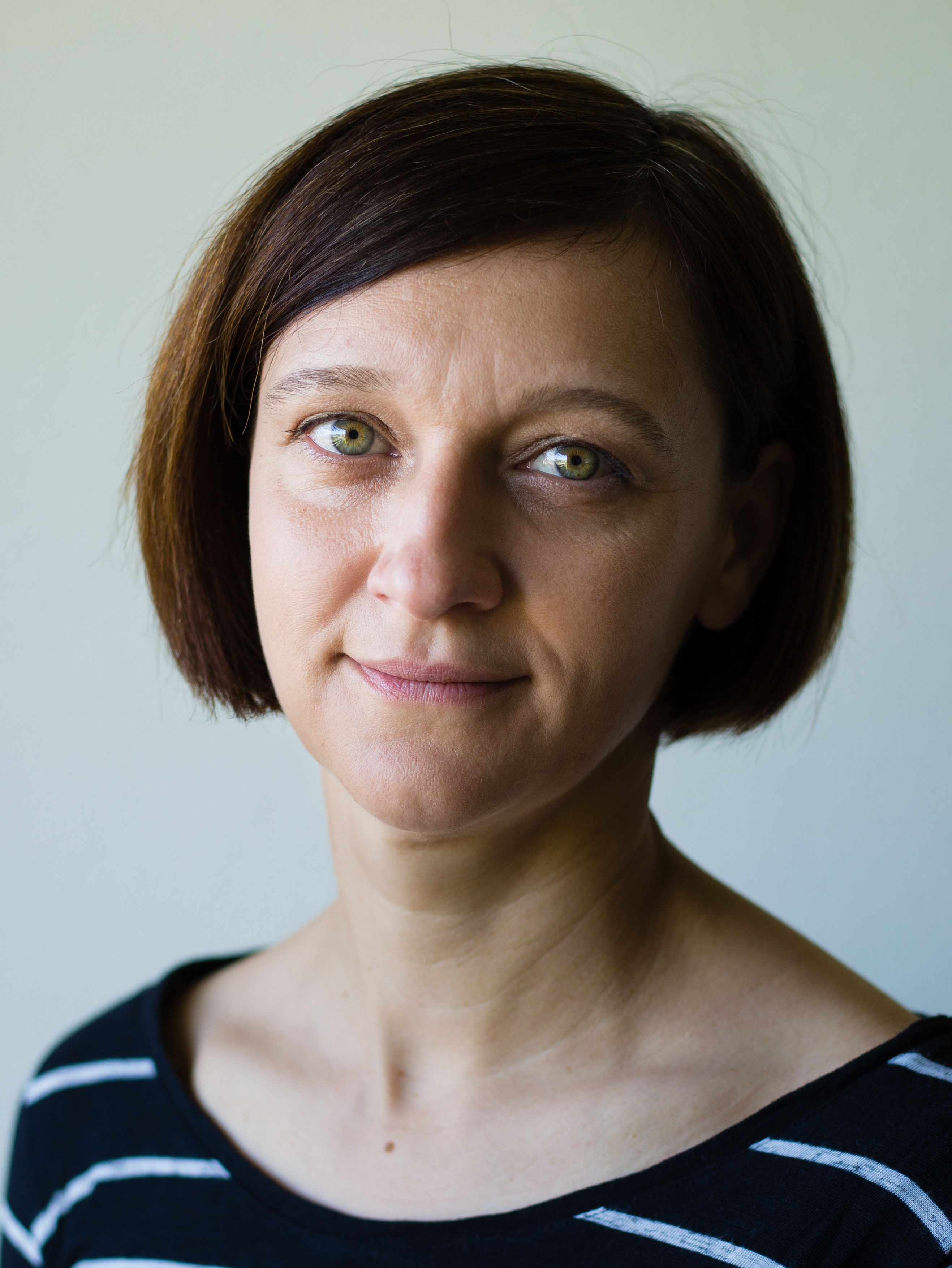
Špela Čadež

Špela Čadež (* Januar 1977 in Ljubljana) ist eine slowenische Regisseurin und Filmproduzentin von Animationsfilmen.

## Leben und Wirken
Nach ihrem Abschluss in Visual Communication Design (2002) in Ljubljana setzte sie ihr Studium an der Kunsthochschule für Medien Köln im Fachbereich Mediendesign fort.
In Köln machte sie die Filme "Zasukanec" und "Liebeskrank"; welche auf über hundert Festivals über all auf der Welt gezeigt und mit über 30 Preisen ausgezeichnet wurden. Seit 2008 arbeitet Špela Čadež in Slowenien als Animationsfilmregisseurin und -produzentin.
2018 wurde sie in die Academy of Motion Picture Arts and Sciences berufen, die jährlich die Oscars vergibt.

## Filmografie (Auswahl)
- 2013: "Boles"
- 2010: "Last Minute"
- 2008: "Marathon"
- 2007: "Liebeskrank"
- 2005: "La Légende des Poissons Rouges"
- 2004: "Zasukanec"
- 2004: "Dr. Pill"

## Auszeichnungen (Auswahl)
2013
- Anim’est Trophy[3]
- "Best Animation Film", 12th Countryside Animafest Zypern[4]
- Vesna Award for Best Short Film, Festival of Slovenian Film, Slowenien[5]
- "Audience Award", Animanima Festival of Animated Film, Serbien[6]
- "Best Film Of South Eastern Europe", Balkanima International Animation Festival

2011
- Vesna for best short film, Festival of Slovenian Film, Slowenien

2008
- “Audience award” Anilogeuge Inter. Animation Festival Budapest, Wien[7]
- FIA International Animation Festival Stockholm, 1st place, People's Choice Award, Schweden[8]
- “Short Film of the Month”, FBW Prädikat besonders wertvoll, Wiesbaden[9]
- “Special Mention”, Golden Lion Film Festival Taipeh, Taiwan[10]
- “Special Jury Price”, ANIFEST, Inter. Animation Festival, Třeboň, Tschechien[11]
- “Promotion Price”, Filmfest Dresden
- “Audience award” in “Special Award of the Jury”, Tricky Women 2008, Wien, Österreich[12]
- “Best Animation” Aubagne International Film Festival, Aubagne, Frankreich[13]

2007
- “Best Student Film” International Animation Festival ANIMATEKA, Ljubljana, Slowenien
- “Best Student Film” Animadrid International Animation Festival; Madrid, Spanien
- “FIPRESCI Diploma”, Balkanima, International Animation Festival, Belgrad, Serbien
- “Best Animation”, FICA- 35th Algarve International Film Festival, Portugal

2006
- Audience Award, The Fourth Annual Red Shift Festival, New York, USA
- Nomination for promotional award of the film “Liebeskrank”, Trickfilmfestival Stuttgart

2005
- FBW Prädikat besonders wertvoll, Wiesbaden
- Debut Award, 8th festival of Slovene Film Portoroz, Slowenien
- Special award of the Jury, International Animated Film Festival TINDIRINDIS, Lettland
- Special award of the Jury, DIFECA Seoul, Korea
- Audience Award, Open Air Cinema, Köln
- Award of the Film Fund DEFA, Dresden
- 2. place, Debut Award, Anima Mundi, Rio de Janeiro, Brasilien
- 3. place, Debut Award, Anima Mundi, Sao Paulo, Brasilien
- Best Student Film, Anima – International Animation Festival, Brüssel, Belgien
- Nomination for Cartoon d’Or, European Association of Animation Film, Brüssel, Belgien

2004
- Best First Five, Animateka International Festival of Animation, Ljubljana, Slowenien
- Best Film, Festival of Slovene Animation Izola, Slowenien